# Тазино
Тазино — село в Большеберезниковском районе Мордовии. Входит в состав Шугуровского сельского поселения.

## География
Расположено на речке Чермелей, в 20 км от районного центра и 28 км от железнодорожной станции Чамзинка.

## История
Название-антропоним: по фамилии бортника Семёна Тазнеева (Тажнеева). 
С 1780 года село Тазино, при речке Черменовке, ясашных крестьян, из Симбирского уезда вошло в Котяковский уезд Симбирского наместничества.
С 1796 года — в Ардатовском уезде Симбирской губернии.
В «Списке населённых мест Симбирской губернии» (1863) Тазино — село удельное из 214 дворов (1631 чел.) Ардатовского уезда; имелась церковь. В 1913 году в Тазине было 350 дворов (2296 чел.); школа, квартира фельдшера, мельница; ежегодно 14—16 сентября проводилась ярмарка, по субботам — базары.
В 1930-е гг. был организован колхоз «Искра», с 1997 г. — СХА. В современном селе — основная школа, библиотека, Дом культуры, магазин; памятник-обелиск воинам, погибшим в годы Великой Отечественной войны; братская могила первых коммунистов, погибших от рук кулаков. В Тазинскую сельскую администрацию входит с. Сосновый Гарт (46 чел.).
Тазино — родина Героя Советского Союза И. Н. Мотина.

## Население
| 2002 | 2010 |
| ---- | ---- |
| 353  | ↘328 |

Национальный состав
Согласно результатам Всероссийской переписи населения 2002 года, в национальной структуре населения русские составляли 89 %.

## Источник
- Энциклопедия Мордовия, Н. Н. Щемерова.